# Habranthus longipes
Habranthus longipes är en amaryllisväxtart som först beskrevs av John Gilbert Baker, och fick sitt nu gällande namn av Joseph Robert Sealy. Habranthus longipes ingår i släktet Habranthus och familjen amaryllisväxter.
Artens utbredningsområde är Uruguay. Inga underarter finns listade i Catalogue of Life.